# فایرفلای لوسیفرین
فایرفلای لوسیفرین (به انگلیسی: Firefly luciferin) یک ترکیب شیمیایی با شناسه پاب‌کم ۵۴۸۴۲۰۷ است.